# Diamantino
Diamantino és una pel·lícula de fantasia de comèdia dramàtica del 2018 escrita i dirigida per Gabriel Abrantes i Daniel Schmidt. La pel·lícula va ser produïda per Justin Taurand, Maria João Mayer i Daniel van Hoogstraten. És protagonitzada per Carloto Cotta, Cleo Tavares, Anabela Moreira i Margarida Moreira. La pel·lícula segueix l'estrella de futbol Diamantino després que perd el seu toc especial i acabi la seva carrera en desgràcia. Buscant un nou propòsit, la icona internacional s'endinsa en una odissea delirant on s'enfronta al neofeixisme, la crisi dels refugiats, la modificació genètica i la recerca de la font del geni. Es va projectar a la secció Setmana de la Crítica al 71è Festival Internacional de Cinema de Canes, on va guanyar el Gran Premi.

## Argument
Diamantino és una estrella de futbol portuguesa de fama mundial, l'aspecte i la personalitat de la qual tenen una semblança estranya amb la de l'estrella de futbol de la vida real Cristiano Ronaldo. Diamantino va ser criat per un pare solter i té un parell de germanes grans bessones que l'abusen verbalment i el manipulen perquè poder aprofitar-se de la seva riquesa. Diamantino és ric, bonic i un geni al camp, però no té gairebé cap intel·ligència fora del camp. L'únic que té és una gran empatia. Tant és així que després de rescatar un vaixell ple de refugiats mentre estava al seu iot, es veu extremadament afectat per la seva tragèdia i fa que es perdi el gol de la victòria al partit del campionat de la Copa del Món de la FIFA. Al mateix temps, el pare de Diamantino mor d'un ictus després de ser assetjat per les seves filles bessones.
Després de ser acusat de perdre el Mundial per Portugal, la carrera de Diamantino s'ha acabat i es converteix en una broma nacional. Mentre es revolca en el dolor per la seva carrera i la mort del seu pare, Diamantino veu un anunci per a nens refugiats que necessiten una família. Va a una entrevista de televisió per expressar el seu desig d'adoptar un refugi. Dues agents del Servei Secret lesbianes que han estat investigant a Diamantino per blanqueig de diners, veuen l'entrevista i decideixen aprofitar l'oportunitat. Un dels agents anomenat Aisha es disfressa d'un nen anomenat Rahim i es fa passar per la refugiada adoptiva de Diamantino. Mentrestant, les seves germanes ofereixen voluntàries el seu germà al ministeri de propaganda el pla del qual és clonar Diamantino i crear tot un equip de futbol de jugadors genials. Diamantino, sent un germà petit crédule i obedient, no sospita de res i va cada dia a les seves cites amb l'especialista en genètica Dr. Lamborghini pensant que estan intentant recuperar el seu do. El tractament de clonació de Diamantino implica una gran quantitat d'hormones i li comencen a créixer els pits.
La investigació encoberta de l'agent Aisha revela que Diamantino és innocent i són les seves germanes les que l’estan robant i blanquejant els diners. Durant la investigació de l'Aisha, ella i Diamantino comencen a apropar-se i la seva parella lesbiana acusa l'Aisha d'estar massa involucrada emocionalment en el cas. Les germanes de Diamantino veuen imatges de les càmeres de seguretat de la seva baralla i s'adonen de qui és l'Aisha i què està fent. Les germanes intenten matar l'Aisha, però s'interrompen quan veuen que Diamantino arriba a casa. L'Aisha s'escapa i va a Diamantino que la porta a la seguretat del seu iot. Al iot, Aisha i Diamantino viuen un moment romàntic i ella li revela que és una dona. L'endemà al matí, les germanes de Diamantino li envien un missatge de text amb el vídeo d'Aisha i la seva xicota discutint i fent-lo creure que van ser ells qui li van robar els diners. Diamantino va a trobar-se amb les seves germanes que després el segresten i el porten a les instal·lacions de clonació. L'última fase de la clonació és transferir el seu geni als clons, i matar Diamantino. Tanmateix, l'última fase falla perquè Diamantino és massa ximple i no té prou capacitat intel·lectual activa per transferir-la. Mentrestant, Aisha irromp a les instal·lacions per rescatar Diamantino, però es topa amb les bessones que intenten matar-la. L'Aisha acaba matant les dues bessones i intenta rescatar Diamantino que s'adona que els seus sentiments per ell eren veritables. Just quan l'Aisha està a punt de posar en perill Diamantino, és disparada pel director del ministeri de propaganda que després procedeix a intentar ofegar-la. Diamantino reuneix totes les seves forces i mata el director, salvant l'Aisha. Diamantino s'adona que ha recuperat el seu do, però decideix abandonar el futbol i ell i l'Aisha viuen junts una vida feliç.

## Repartiment
- Carloto Cotta com a Diamantino Matamouros
- Cleo Tavares com a Aisha Brito
- Anabela Moreira com a Sonia Matamouros
- Margarida Moreira com a Natasha Matamouros
- Carla Maciel com a Dr. Lamborghini
- Chico Chapas com a Chico Matamouros
- Hugo Santos Silva com a Mouro
- Joana Barrios com a Ministre Ferro
- Filipe Vargas com a Helena Guerra
- Maria Leite com a Lucia
- Manuela Moura Guedes com a Gisele
- Leandro Vieira com a porter

## Producció
La pel·lícula va ser produïda per la productora Maria & Mayer en associació amb Les Films du Bèlier i Syndrome Films. Els productors van ser Justin Taurand, Maria João Mayer i Daniel van Hoogstraten. La pel·lícula es va rodar a Portugal, França i Brasil a través de les seves respectives companyies de producció.

## Estrena
A la taquilla mundial, la pel·lícula va recaptar un total de 235.041 dòlars, el 70,2% dels quals provenia de la taquilla internacional i el 29,8% de la taquilla nacional dels EUA. La pel·lícula es va distribuir als Estats Units. per Kino Lorber.Es va estrenar en 1 sala a la seva obertura i va guanyar 6.412 $. La pel·lícula va guanyar un total de 70.088 dòlars. La pel·lícula va ser distribuïda a França per Ufo Distribution. Es va estrenar a 38 sales i va guanyar un total de 88.310 dòlars. La pel·lícula va ser distribuïda a Itàlia per I Wonder PIctures. Es va estrenar a 51 sales i va guanyar un total de 9.386 dòlars. La pel·lícula va ser distribuïda a Portugal per Zon Lusomundo Audiovisuais. Es va estrenar a 22 sales i va guanyar un total de 65.087 dòlars. La pel·lícula va ser distribuïda al Regne Unit per Modern Film Distributors. Es va estrenar a 3 sales i va guanyar un total de 2.170 $.

## Recepció
Al lloc web de l'agregador de ressenyes Rotten Tomatoes, la pel·lícula té una puntuació d'aprovació del 86 % basada en 73 ressenyes, amb una valoració mitjana de 7.3/10. El consens dels crítics del lloc web diu: "Diamantino posa un ull singularment surrealista sobre una varietat ambiciosa de temes, sorgint amb una experiència cinematogràfica tan inescrutable com inoblidable." A Metacritic, la pel·lícula té una puntuació mitjana ponderada de 73 sobre 100, basada en 13 crítics, indicant "crítiques generalment favorables". La pel·lícula va guanyar diversos premis, inclòs el Gran Premi de la Setmana de la Crítica al Festival de Cannes a França.
En una ressenya per al Los Angeles Times, el crític de cinema Justin Chang escriu que la pel·lícula, "és la comèdia de futbol de crisi de refugiats i de clonació humana més divertida que he  vist mai, i també el més reflexiu". Continua parlant de la recepció crítica de la pel·lícula, així com de la seva representació de la política, dient que "va ser àmpliament rebuda com una benvinguda explosió d'escapament, una sortida del cinema d'art digne i solemne que prolifera als festivals internacionals de cinema. El deliri boig no pot amagar la seva política insistent, el seu menyspreu pel populisme farsa i la seva compassió pel desautoritzat "Diamantino" no està menys compromès amb aquestes idees que amb la seva bogeria desigual i inoblidable."
En un article de Critic's Pick per a The New York Times escrit per Glenn Kenny, escriu que la pel·lícula "sembla una comèdia primerenca d'Adam Sandler remmesclada per Pier Paolo Pasolini".
En un article escrit per a Cinemascope, l'autor Josh Cabrita elogia les habilitats de direcció de Daniel Schmidt i Gabriel Abrantes dient: "Abrantes i Schmidt tracten qüestions com la crisi dels refugiats, el neofeixisme, i tecnologia de vigilància amb una barreja de campaments que afalaga sense esforç aquest tapís d'actualitat."
The Guardian va donar a Diamantino tres de cinc estrelles dient que: "La pel·lícula és divertida, però, malgrat tota la seva inventiva, és una mica mansa, amb el seu heroi simpàtic però tènue. Però Diamantino mai és avorrit."
La pel·lícula també va rebre tres de quatre estrelles pel crític de cinema Peter Sobczynski al lloc web de ressenyes cinematogràfiques de Roger Ebert, rogerebert.com. Sobczynski escriu que "la pura estranyesa de tota l'empresa té un encant i sens dubte mai és avorrit. Desconcertant, potser, però mai avorrit". Continua escrivint: "Les coses que involucren al científic boig i els resultats inesperats dels seus experiments amb Diamantino són prou absurdes, però entren al procediment d'una manera tan arbitrària que no aconsegueix l'impacte que podria haver tingut un guió amb una perspectiva més centrada."

## Premis
| Premi                                                   | Data | Categoria                                        | Nominat(s)                                          | Resultat  | Referències |
| ------------------------------------------------------- | ---- | ------------------------------------------------ | --------------------------------------------------- | --------- | ----------- |
| Festival de Cinema de Cannes                            | 2018 | Gran Premi Setmana de la Crítica                 | Daniel Schmidt Gabriel Abrantes Les Films du Bélier | Guanyador | [ 14 ]      |
| Festival de Cinema de Cannes                            | 2018 | Palm Dog - Premi del Jurat                       | Daniel Schmidt Gabriel Abrantes Les Films du Bélier | Guanyador | [ 15 ]      |
| Festival de Cinema de Cannes                            | 2018 | Queer Palm                                       | Gabriel Abrantes Daniel Schmidt                     | Nominat   | [ 16 ]      |
| Chéries-Chéris                                          | 2018 | Gran Premi Chéries-Chéris                        | Gabriel Abrantes Daniel Schmidt                     | Nominat   | [ 17 ]      |
| CPH PIX                                                 | 2018 | Politiken's Audience Award                       | Gabriel Abrantes Daniel Schmidt                     | Nominat   | [ 18 ]      |
| 31ns Premis del Cinema Europeu                          | 2018 | Comèdia europea                                  | Gabriel Abrantes Daniel Schmidt                     | Nominat   | [ 19 ]      |
| Festival Internacional de Cinema de Miami               | 2019 | Premi Jordan Ressler a la primera pel·lícula     | Gabriel Abrantes Daniel Schmidt                     | Nominat   | [ 20 ]      |
| Festival de Cinema de Munic                             | 2018 | Millor pel·lícula d'un director emergent         | Gabriel Abrantes Daniel Schmidt                     | Nominat   | [ 21 ]      |
| Festival Internacional de Cinema Fantàstic de Neuchâtel | 2018 | Millor llargmetratge                             | Gabriel Abrantes Daniel Schmidt                     | Nominat   | [ 22 ]      |
| Festival Internacional de Cinema de Palm Springs        | 2019 | Premi Cine Latino                                | Gabriel Abrantes Daniel Schmidt                     | Nominat   | [ 23 ]      |
| Festival de Cinema de Filadèlfia                        | 2018 | Premi Especial del Jurat - Llarg narratiu        | Gabriel Abrantes Daniel Schmidt                     | Guanyador | [ 24 ]      |
| Festival Internacional de Cinema de Portland            | 2019 | Premi del Jurat - Millor de les maneres de veure | Gabriel Abrantes Daniel Schmidt                     | Guanyador | [ 25 ]      |
| Festival de Cinema de Sarasota                          | 2018 | Millor pel·lícula                                | Gabriel Abrantes Daniel Schmidt                     | Nominat   | [ 26 ]      |
| Festival Internacional de Cinema d'Estocolm             | 2018 | Cavall de bronze - Millor pel·lícula             | Gabriel Abrantes Daniel Schmidt                     | Nominat   | [ 27 ]      |
| Festival de Cinema Fantàstic Europeu d'Estrasburg       | 2018 | Millor llargmetratge internacional               | Gabriel Abrantes Daniel Schmidt                     | Nominat   | [ 28 ]      |